# Терлюк Іван Михайлович
Терлюк Іван Михайлович (1939–2011) — український прозаїк, публіцист, журналіст.

## З біографії
Народ. 8 вересня 1939 р. в українській родині в с. Поточани поблизу міста Прнявор в Югославії (нині Боснія і Герцеговина). У повоєнний час родина була переселена до с. Будисава (Сербія). Закінчив школу, працював електриком, відбув військову службу в армії. У 1962 р. вступив до Новосадського університету. Після закінчення університету (1966) працював у русинському тижневику «Руське слово». З 1968 року починає співпрацювати з «Українською сторінкою», яка починає друкуватися у «Рускому слові» українською мовою. Після деякого часу ця сторінка переростає у «Додаток на українській мові», і Іван Терлюк стає його редактором.
У 1965 р. очолив оргкомітет Першого українського самоосвітнього таборування української молоді на Фрушкій Горі у Воєводині (Сербія), був ініціатором відродження українських товариств, вивчення рідної мови у школах. У 1967 р. уперше побував в Україні як гість Спілки письменників, зустрічався з О.Гончаром. Був першим головою Товариства української мови, літератури і культури Воєводини, заснованого в 1989 р. і згодом перейменованого на Товариство «Просвіта». З 1992 р. перебуває на пенсії, пише оповідання.
Івана Терлюка було поховано 4 березня 2011 року у Новому Саді.

## Творчість
Автор збірки оповідань, монографії «Коломийка 25» (у співавт. з
П. Ляховичем).

## Інтернет-ресурси
- Канадське Об'єднання Українців Колишньої Юґославії. Іван Терлюк (1939–2011)